# Люверс
Люверс, също и неговата разновидност капса – метална или пластмасова втулка, поставяна в коженогалантерийните изделия, обувките, шивачни и други изделия, хартия за укрепване на краищата на отворите, използвани за прокарване през тях на връвчици, връзки, въжета и т.н.
Исторически термина произлиза от ветроходството: люверс се нарича отвора в платното, обмотан с нишка или усилен с метален пръстен, което служи за прокарване през него на частите на стоящия или бягащия такелаж.
Технологията широко се използва в рекламата: около половината от всички банери се закрепват с люверси, а при изготвянето на скрепитени въжета през през улиците люверси се използват практически повсеместно.
Използват се и при изготовлението на колани на платнена и (по-рядко) на кожена основа. Също се използва в парашутните системи, при производството на различни видове тенти (за туризъм, почивка и търговска дейност, на товарните автомобили и т.н.), в обувното производство, деловодството (архивиране на хартията) и др.

## Разлика между люверс и капса
Люверса се различава от капсата с наличието на шайба, придаваща на съединението по-голяма здравина.

## Холнит
Холнит – нит за неразглобяемо съединяване на детайли в кожено-галантерийните, обувните и шивашките изделия. Широко се използва в джинсите.